# Luís Barreto
Luís de Oliveira Barreto Filho (11 de setembro de 1892 — 1º de dezembro de 1954) foi um político brasileiro. Exerceu o mandato de deputado federal constituinte pela Bahia em 1946 .

## Formação
Diplomado pela Academia de Ciências Econômicas da Bahia

## Ocupação
Industrial e proprietário de terras, foi Vice-presidente da Associação Comercial da Bahia